# Marsel Efroimski
Marsel Efroimski (hébreu : מרסל אפרוימסקי, née le 13 février 1995 à Kfar Saba en Israël, est une joueuse d'échecs israélienne.

## Biographie
Elle a été introduite au jeu d'échecs par son grand-père dans sa ville natale de Kfar Saba, et entre dans la compétition à l'échelle internationale en 2007. Ses parents sont originaires de l'Union soviétique et ont immigré en Israël.
Efroimski a remporté le championnat du monde d'échecs de la jeunesse à deux reprises, dans la catégories des filles de moins de douze ans à Kemer en 2007 et des filles de moins de quatorze ans à Antalya en 2009. Elle a également gagné que le championnat d'Europe d'échecs de la jeunesse à Fermo en 2009 dans la catégorie des filles de moins de 14 ans,.
Elle a représenté Israël à l'Olympiade d'échecs féminine à Dresde, en 2008 à Khanty-Mansiysk en 2010 et à Istanbul en 2012. Elle a reçu le titre de maître féminin de la Fédération internationale des échecs (Woman FIDE Master) en 2008, et celui de Maître international (Woman International Master) en 2011.
En 2011, Efroimski a partagé la première place (avec quatre autres joueurs) dans la catégorie des filles âgées de moins de 16 ans au championnat d'Europe de la jeunesse à Albena. Elle a obtenu la troisième place en termes de points.
Elle remporte le Championnat d'Israël d'échecs féminin en 2025.